# Frédéric de Civry

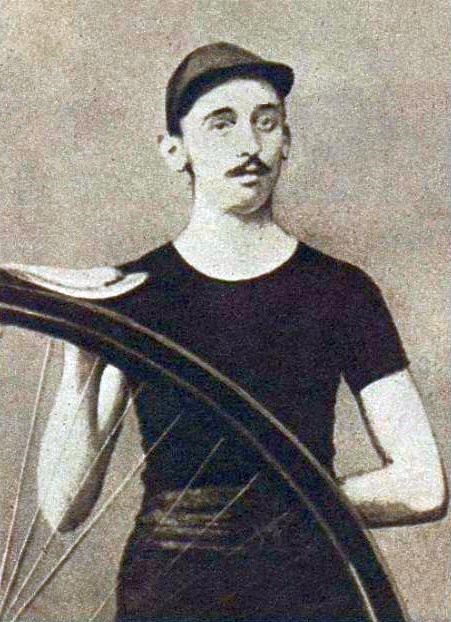
Frédéric de Civry en 1882.

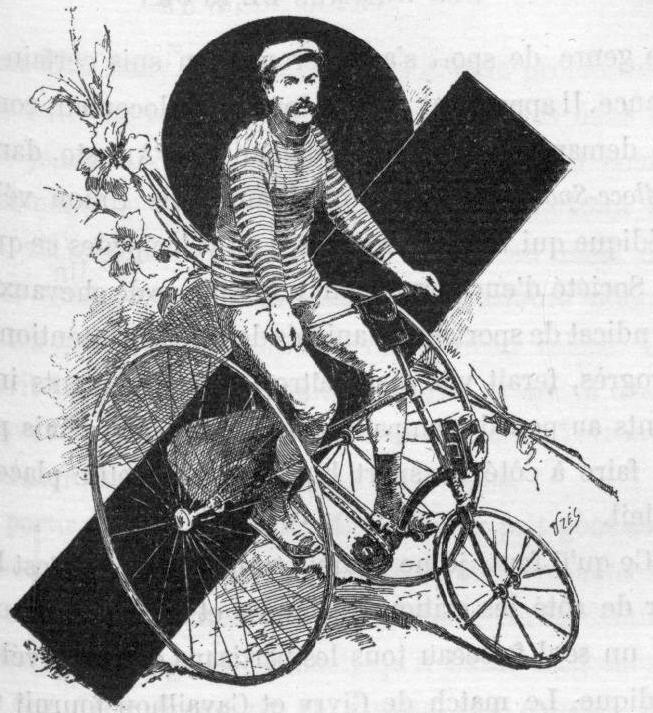
Frédéric de Civry vers 1885, en tricycle.

Frédéric de Civry, né le 21 août 1861 à Paris et mort le 15 mars 1893 à Courbevoie, est un coureur cycliste français, professionnel de 1881 à 1888. Il a fait carrière sur route et sur piste.

## Biographie
En 1877, il gagne ses premières courses de vélocipèdes à Londres. Quelques années après, il revient en France où il gagne des courses contre Charles Terront, Herbert Obaldeston Duncan, Paul Médinger et Charles Hommey. De 1886 à 1888, il prend la direction de l'agence de la Company Rudge de Paris. À la suite de quoi, Clément lui confie la direction de plusieurs de ses services. Il est champion et recordman du monde (vitesse et demi-fond) de 1881 à 1887. En 1893, il crée le vélodrome de la Seine à Levallois-Perret.
Il meurt à 31 ans d'une méningite. Il appartenait à la famille Collin, dite de Civry et était le petit-fils du duc Charles II de Brunswick.

## Palmarès

### Championnats du monde
- 1883
  -  Champion du monde du mille amateurs
  -  Champion du monde des 50 milles amateurs

### Championnats nationaux
Bicycle
- Champion de France de vitesse (10 kilomètres) en 1881 et 1882 (2e en 1885)
- Champion de France de demi-fond (100 kilomètres) en 1886 et 1887 (2e en 1885)

Tricycle
- Champion de France de vitesse (6 kilomètres) en 1883, 1884 et 1885

### Grands Prix
- Course internationale d'Angers en 1881, 1882 et 1885 (vainqueur bicycle en 1881, 2e en 1882)[4]
- Handicap international d'Angers en 1881 et 1885 (3e en 1883, et 2e en tricycle en 1885)